# Tomasz Michał Gronowski
Tomasz Michał Gronowski (ur. 15 kwietnia 1976 w Częstochowie) – polski historyk, mediewista oraz benedyktyn.

## Życiorys
Od 1995 mieszka w opactwie Benedyktynów w Tyńcu (śluby wieczyste w 2000). Absolwent Wydziału Teologicznego Papieskiej Akademii Teologicznej w Krakowie (2002). Doktorat w 2006 na Wydziale Historycznym Uniwersytetu Jagiellońskiego (Opactwo tynieckie w późnym średniowieczu; promotor Krzysztof Ożóg). Habilitacja w 2014 na Wydziale Nauk Społecznych Uniwersytetu Śląskiego w Katowicach (Spór o tradycję. Cluny oczyma swoich i obcych: pomiędzy pochwałą a negacją). Od 2007 pracownik Zakładu Historii Średniowiecza Instytutu Historii Uniwersytetu Śląskiego.  

## Wybrane publikacje
- Zwyczajny klasztor, zwyczajni mnisi: wspólnota tyniecka w średniowieczu, Kraków: Wydawnictwo Towarzystwa Naukowego "Societas Vistulana" 2007.
- (redakcja) Derwas J. Chitty, A pustynia stała się miastem... Wprowadzenie do dziejów monastycyzmu w Egipcie i Palestynie pod panowaniem chrześcijańskim, przeł. Teresa Lubowiecka, red. nauk. Tomasz Michał Gronowski, Rafał Kosiński, Kraków: Tyniec Wydawnictwo Benedyktynów 2008.
- Opactwo Benedyktynów w Tyńcu: przewodnik, Kraków: Tyniec Wydawnictwo Benedyktynów 2009.
- (redakcja) Benedyktyńscy święci, red. i oprac. Tomasz Michał Gronowski, Kraków: Tyniec Wydawnictwo Benedyktynów 2009.
- (redakcja) Glauco Maria Cantarella, Comites aulae coelestis: studia z historii, kultury i duchowości Cluny w średniowieczu, red. nauk. Tomasz Michał Gronowski, Krzysztof Skwierczyński, Kraków: Tyniec Wydawnictwo Benedyktynów 2009.
- (redakcja) Jean Leclercq, U źródeł duchowości Zachodu: etapy rozwoju i elementy stałe, przeł. Szczepan Sztuka, red. nauk. i posł. Tomasz Michał Gronowski, Kraków: Tyniec Wydawnictwo Benedyktynów 2009.
- (redakcja) Marcel Pacaut, Dzieje Cluny, przeł. Arkadiusz Ziernicki, red. nauk. Tomasz Michał Gronowski, przedm. Denyse Riche, Kraków: Tyniec Wydawnictwo Benedyktynów 2010.
- (redakcja) Jennifer L. Hevelone-Harper, Uczniowie pustyni: mnisi, świeccy i prymat ducha w Gazie VI wieku, przeł. Ewa Dąbrowska,  red. nauk. Tomasz Michał Gronowski, Rafał Kosiński, Kraków: Tyniec Wydawnictwo Benedyktynów 2010.
- (redakcja) Dominique Iogna-Prat, Ład i wykluczenie : Cluny i społeczność chrześcijańska wobec herezji, judaizmu i islamu (1000-1150), przeł. Wanda Kosiorek, red. nauk. Marek Piotr Chojnacki, Michał Tomasz Gronowski, Kraków - Tyniec: Wydawnictwo Benedyktynów 2013.
- Spór o tradycję: Cluny oczyma swoich i obcych: pomiędzy pochwałą a negacją, Kraków: Tyniec Wydawnictwo Benedyktynów 2013.